# INFOTEP
El Instituto Nacional de Formación  Técnico Profesional (INFOTEP) es un organismo estatal autónomo de la República Dominicana que se encarga de la formación técnica-profesional del país. La institución cuenta con personalidad jurídica y autonomía presupuestaria. Fue creada mediante la Ley n.º 116-80 del 16 de enero de 1980, regularizada y estructurada por el Reglamento 1894 del 11 de agosto del mismo año.
El objetivo principal del INFOTEP es organizar y regir el sistema nacional de formación técnico profesional, así como la formación integral del trabajador. Con el esfuerzo conjunto del Estado, de los trabajadores y de los empleadores, el INFOTEP se enfoca en el pleno desarrollo de los recursos humanos y el incremento de la productividad de las empresas, en todos los sectores de la actividad económica.

## Historia
El INFOTEP fue creado mediante la Ley n.º 116-80 bajo el gobierno de Antonio Guzmán Fernández y organizado por el reglamento 1894 del 11 de agosto del mismo año. La creación del instituto ha contribuido a la valoración, capacitación y la legalización de la mano de obra técnica profesional en la República Dominicana.
El crecimiento gradual del INFOTEP a través de los años ha permitido la apertura de varios centros regionales dirigidos a la capacitación de jóvenes y adultos de todo el país. El INFOTEP cuenta con centros de estudios en Santo Domingo, La Romana, Santiago de los Caballeros, Azua, La Vega, Moca, Bonao, San Francisco de Macorís, Puerto Plata, Samaná, Hato Mayor, El Seibo, La Altagracia, Baní, San Juan de la Maguana, San José de Ocoa, entre otros.
En el año 2011, en el marco de la Feria Internacional del Libro de Santo Domingo, el INFOTEP presentó su libro "Una Historia de Progreso" e informó haber graduado más de 2,500,000 estudiantes desde su creación.Al 2021, el INFOTEP había capacitado a 3,817,401 personas.

## Oferta formativa
El INFOTEP se especializa en la impartición de cursos de las siguientes especialidades: Producción agrícola, producción animal, acuacultura, confección industrial de prendas de vestir, decoración y eventos, muebles y madera, artes gráficas, mantenimiento, joyería, instalación y mantenimiento de electricidad, refrigeración, mecánica automotriz, contabilidad, farmacia, pintura, odontología, arte culinario, repostería, informática, entre otros.